# Daniel Alexander Payne Murray
Daniel Alexander Payne Murray (1852–1925) foi um bibliógrafo, autor, político e historiador afro-americano. Ele também trabalhou como bibliotecário assistente na Biblioteca do Congresso.

## Biografia
Murray nasceu em Baltimore, Maryland, em 3 de março de 1852. Em 1861, foi trabalhar no restaurante do Senado dos Estados Unidos, administrado por seu irmão, que também era bufê. Ele se juntou à equipe profissional da Biblioteca do Congresso em 1871. Ele tinha dezoito anos, e apenas o segundo negro americano a trabalhar para a Biblioteca no momento em que a Biblioteca do Congresso. Murray tornou-se assistente pessoal em tempo integral do bibliotecário do Congresso, Ainsworth Rand Spofford, em 1874.
Em 1881, ele se tornou bibliotecário assistente, cargo que ocupou por quarenta e um anos. Por um breve período em 1897, ele foi o chefe da divisão de periódicos. Ele foi devolvido ao seu antigo posto quando outros funcionários não o respeitaram devido ao seu desperdício. Murray casou-se com a educadora Anna Jane Evans (1858–1955) em 2 de abril de 1879, com quem teve sete filhos (cinco viveram até a idade adulta); o casal tornou-se uma força importante na vida social e cívica do Distrito de Columbia.

### Escritos afro-americanos
Murray começou a compilar uma coleção de livros e panfletos de autoria de afro-americanos, a pedido de Herbert Putnam, o sucessor de Spofford. A coleção de trabalhos de "Autores Negros" faria parte da Exposição de Negros Americanos na Exposição de Paris de 1900. Em 1900, Murray publicou uma lista dos acervos das coleções até o momento e pediu adições à lista por meio de doações. Depois de vários meses, sua lista havia crescido para 1.100 títulos. A "Coleção de Autores Coloridos" da Biblioteca do Congresso originou-se de seus esforços. Agora conhecida como "Coleção de Panfletos Daniel AP Murray", ela contém obras datadas de 1821 de autores como Frederick Douglass, Booker T. Washington, Ida B. Wells-Barnett, Benjamin W. Arnett e Alexander Crummell. Murray planejava expandir sua coleção e criar uma enciclopédia de realizações afro-americanas; infelizmente, o projeto nunca recebeu apoio suficiente para se tornar realidade.
A coleção pretendida de Daniel Murray nunca foi publicada, o panfleto menor que ele compôs para a Exposição na Exposição de Paris foi adicionalmente colocado na Biblioteca do Congresso. Este panfleto, intitulado "Lista Preliminar de Livros e Panfletos de Autores Negros: Para Exposição de Paris e Biblioteca do Congresso" tornou-se a primeira bibliografia de literatura afro-americana do LOC.

### Assuntos afro-americanos
Murray era amplamente reconhecido como uma autoridade em assuntos afro-americanos. Ele foi o primeiro membro afro-americano da Câmara de Comércio de Washington e testemunhou perante a Câmara dos Deputados, sobre as leis Jim Crow e a migração de afro-americanos de áreas rurais para áreas urbanas. Ele foi duas vezes delegado à Convenção Nacional Republicana e foi membro de muitos outros conselhos e organizações.
Ele também foi um autor prolífico e um colaborador frequente de periódicos afro-americanos, em particular The Voice of the Negro . Ele também era bem conhecido por seus escritos sobre a história afro-americana, incluindo sua monumental, mas incompleta , Enciclopédia Histórica e Biográfica da Raça Colorida . A biblioteca pessoal de obras afro-americanas de Murray foi legada à Biblioteca do Congresso após sua morte em 31 de março de 1925.